# オリビエ・ジャック
オリビエ・ジャック (Olivier Jacque, 1973年8月29日 - ) は，フランス・ムルト＝エ＝モゼル県 Villerupt 出身のオートバイレーサー。2000年のロードレース世界選手権250ccクラスチャンピオン。

## 経歴
1994年、ジャックはヨーロッパ選手権の250ccクラスでシリーズ2位となり、翌1995年にロードレース世界選手権250ccクラスにデビューする。デビューイヤーから毎年シリーズ10位以内に入る活躍を見せ、2000年にはヤマハ・YZR250を駆り、所属していたテック3のチームメイトの中野真矢、ホンダ・NSR250を駆るグレシーニ・レーシングの加藤大治郎らと激しいタイトル争いを繰り広げた結果、初のシリーズチャンピオンに輝いた。
翌2001年には、テック3チームと共に500ccクラスにステップアップを果たす。3年間チームに在籍したが表彰台の獲得も叶わなかった。2004年にはレギュラーシートを失ったが、モリワキのマシンを駆ってワイルドカード枠で2戦に出場した。
翌2005年にもレギュラーシートの獲得はできなかったが、重傷を負ったアレックス・ホフマンの代役としてカワサキから6戦出場。ウェットレースになった初戦の上海では自身初の表彰台・チーム最高位となる2位に入る活躍を見せた。以後ジャックはカワサキにテストライダー兼予備レースライダーとして雇われることになった。2006年はレース出場の機会はなかったが、2007年には中野真矢の後釜として久々にレギュラーライダーを務めることとなり、同じフランスのランディ・ド・プニエのチームメイトになった。セテ・ジベルナウは、ジャックの前に自分がオファーを受けたが断ったことを後に明かしている。
2007年シーズンは苦難続きとなった。第3戦イスタンブールの1周目1コーナーではブレーキングポイントをミスしてコーリン・エドワーズ、ダニ・ペドロサ、クリス・バーミューレンを巻き込む多重クラッシュを起こしてしまった。続く第4戦上海ではプラクティス中に転倒、腕に重傷を負い2戦を欠場。第7戦カタロニアでもプラクティス中に負傷し、決勝レースを欠場することになった。
度重なる転倒負傷の結果、6月にジャックはMotoGPを引退することを発表した。ただしカワサキ・レーシングチームには開発ライダー兼テクニカルアドバイザーとして残ることになった。2009年、カワサキはレース活動を縮小しプライベートチーム扱いの「ハヤテ・レーシング」となったが、ジャックはチームへのサポートを続けた。

## ロードレース世界選手権 戦績
- 1995年 250ccクラス10位 (ホンダ)
- 1996年 250ccクラス3位 / 1勝 (ホンダ)
- 1997年 250ccクラス4位 / 2勝 (ホンダ)
- 1998年 250ccクラス5位 (ホンダ)
- 1999年 250ccクラス7位 / 1勝 (テック3・ヤマハ)
- 2000年 250ccクラスチャンピオン / 3勝 (テック3・ヤマハ)
- 2001年 500ccクラス15位 (テック3・ヤマハ)
- 2002年 MotoGPクラス10位 (テック3・ヤマハ)
- 2003年 MotoGPクラス12位 (テック3・ヤマハ)
- 2004年 MotoGPクラス24位 (モリワキ)
- 2005年 MotoGPクラス17位 (カワサキ)
- 2007年 MotoGPクラス23位 (カワサキ)